# بخش کلارک، شهرستان فاریبوت، مینه سوتا
بخش کلارک (به انگلیسی: Clark Township) یک منطقهٔ مسکونی در ایالات متحده آمریکا است که در شهرستان فریبلت، مینه‌سوتا واقع شده‌است.
 بخش کلارک ۸۹٫۷ کیلومتر مربع مساحت و ۴۵۹ نفر جمعیت دارد و ۳۵۷ متر بالاتر از سطح دریا واقع شده‌است.